# Jessica Steen

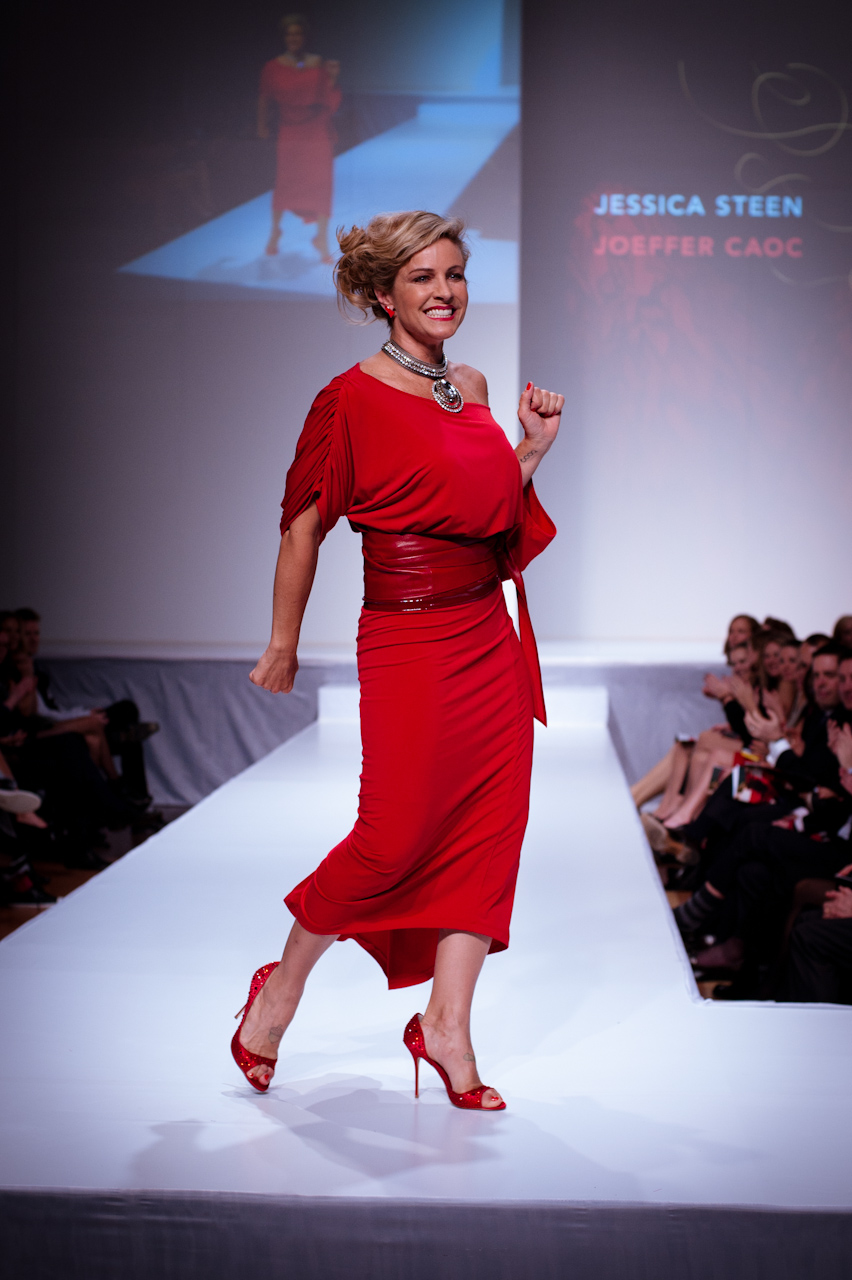
Steen 2012

Jessica Steen (* 19. Dezember 1965 in Toronto, Ontario) ist eine kanadische Schauspielerin.

## Leben und Wirken
Jessica Steens Karriere begann im Alter von acht Jahren, indem sie für die kanadische Kindersendung The Sunrunners auftrat.
Sie hatte mehrere Hauptrollen in Fernsehserien, die jedoch nicht sehr lange liefen. So spielte sie eine Pilotin in der Serie Captain Power and the Soldiers of the Future (1987–1988) und eine Ärztin in der Science-Fiction-Serie Earth 2 (1994–1995).
1996 gewann Steen den Gemini Award als beste Schauspielerin (Best Actress) für ihre Darstellung der Figur Nora im Fernsehfilm Small Gifts.
Eine Nebenrolle verkörperte sie in der Komödie Noch dümmer (1997) mit Charlize Theron.
1998 hatte sie neben Liv Tyler die weibliche Hauptrolle im Kinofilm Armageddon – Das jüngste Gericht. Sie spielte die Space-Shuttle-Pilotin Jennifer Watts unter der Regie von Michael Bay.
Seit 2007 verkörpert sie die Rolle der Lisa Stillmann in der kanadischen TV-Serie Heartland – Paradies für Pferde.
Nebenrollen hatte sie in verschiedenen Serien wie Emergency Room – Die Notaufnahme, Murder One, Pretender, Monk, Mutant X, Stargate – Kommando SG-1, CSI: Den Tätern auf der Spur, Charmed – Zauberhafte Hexen, Nip/Tuck – Schönheit hat ihren Preis und Navy CIS.

## Filmografie (Auswahl)
- 1985, 1986: Nachtstreife (Night Heat, Fernsehserie, 2 Episoden)
- 1986: Träume werden wahr
- 1988: Sing – Die Brooklyn Story (Sing)
- 1990: Der Nachrichtenfriedhof (Dead End Brattigan)
- 1994: Earth 2 (Fernsehserie, 22 Episoden)
- 1996–2000: Outer Limits – Die unbekannte Dimension (The Outer Limits, Fernsehserie, 3 Episoden)
- 1997: Noch dümmer (Trial and Error)
- 1998: Armageddon – Das jüngste Gericht (Armageddon)
- 1998: Ein Direktor räumt auf (Principal Takes a Holiday)
- 1999: Das Haus der Zukunft (Smart House)
- 1999: Im Zweifel für die Angeklagten (Question of Privilege)
- 2000: In der Tiefe lauert der Tod (On Hostile Ground)
- 2001: Schlappschuss 2 – Die Eisbrecher (Slap Shot 2: Breaking the Ice)
- 2003–2006: Navy CIS (NCIS, Fernsehserie, 6 Episoden)
- 2004: Stargate – Kommando SG-1 (Stargate SG-1, Fernsehserie, 2 Episoden)
- 2005: Finale – Die Welt im Krieg (Left Behind: World at War)
- 2005: Chaos
- 2007: JPod (Fernsehserie, 2 Episoden)
- 2007: Supernatural (Fernsehserie, 1 Episode)
- seit 2007: Heartland – Paradies für Pferde (Heartland, Fernsehserie)
- 2008: Vipers (Fernsehfilm)
- 2009–2012: Flashpoint – Das Spezialkommando (Flashpoint, Fernsehserie, 11 Episoden)
- 2009: A Nanny’s Secret (Fernsehfilm)
- 2012: Republic of Doyle – Einsatz für zwei (Republic of Doyle, Fernsehserie, 3 Episoden)
- 2012: Bullet in the Face (Fernsehserie, 6 Episoden)
- 2018: A Midnight Kiss (Fernsehfilm)
- 2019: Charmed (Fernsehserie, 1 Episode)
- 2020: The Babysitter (Fernsehfilm)
- 2020: Matching Hearts (Fernsehfilm)
- 2020: Sacred Lies (Fernsehserie, 1 Episode)
- 2020: Das Weihnachtsschloss (Chateau Christmas, Fernsehfilm)
- 2021: Maid (Fernsehserie, 2 Episoden)
- 2022: The Journey Ahead (Fernsehfilm)
- 2024: Mayor of Kingstown (Fernsehserie, 5 Episoden)